# 相模原市立図書館
相模原市立図書館（さがみはらしりつとしょかん）は、神奈川県相模原市が運営する公立図書館の総称である。中央区鹿沼台にある相模原市立図書館、相模大野図書館、橋本図書館、相武台分館の4館で構成される。図書館は秦野市、厚木市、大和市、伊勢原市、海老名市、座間市、綾瀬市、愛川町、清川村と神奈川県外の町田市、八王子市、上野原市の在住者が相互利用可能である。

## 相模原市立図書館

### 沿革
1945年（昭和20年）以降のGHQの民生教育施策の一つに図書館施策があった。全国各地にCIE図書館が設置され、神奈川県下でも10館が設置された。
そのうちの一つとして1948年（昭和23年）末に、CIEと神奈川軍政部の資材を受けて高座郡相模原町にもCIE図書館が設立され、アメリカ野戦の兵舎をほとんどそのまま利用したようなカマボコ型の図書館、「県軍政部相模原図書館兼相模原町立公共図書館」が相模原市立上溝中学校前に誕生した。1949年（昭和24年）11月の軍政部の解散により、12月からは横浜CIE図書館（講和条約発効の1952年（昭和27年）4月よりアメリカ文化センター）となったが、町立図書館としても図書の購入を行い、月2回のレコードコンサートや英語講座を開催し、社会教育関係団体の会議室として利用された。1954年（昭和29年）に相模原町は相模原市になり、市制施行に伴い名称を「相模原市立公共図書館」と改めた。同1955年（昭和30年）の運営状況は蔵書2600冊、年間貸出し冊数4600冊、年間入館者数1万3000余人となり、館長も31年から専任化され、次第に図書館としての体制が整えられた。1965年（昭和40年）に市制施行10周年記念事業として建てられた市民会館の会議室棟の2階に市立図書館が開設された。1972年（昭和47年）8月に移動図書館の「みどり号」が、1974年（昭和49年）4月に図書館協議会も設立され、同年11月に新館が開館した。建物は1974年度神奈川県建築コンクール最優秀賞を受賞した。

### 立地
JR横浜線淵野辺駅南口から徒歩3分の場所にある。駐車場は施設全体で75台、そのうち身体障害者用のものが2台。料金は無料となっている。また、土日祝日は混雑するため、公共の交通機関の利用を薦めている。

### 施設概要
相模原市立図書館の閲覧席数は267席あり、そのうち児童室は25席用意されている。利用者が利用できる集会室も設置されている。書架状況としては集密書架の電動を採用している。相模原市の図書館の中で最も規模の大きい図書館である。学生読書室は200席設けており、また吹き抜けとガラス面によって開架室とつながるよう設計されている。視聴覚ライブラリー（383平方メートル）を併設しているのが特徴である。
障がい者サービスとして、録音図書（カセットテープ）の貸出及び郵送サービスや拡大読書器が用意され、一般の利用可能な朗読CDも所蔵されている。
また複写サービスも利用可能である。視聴覚資料は、館内でビデオ、CD、DVD、LDの視聴ができる。ただし、LDのみ貸出は行っておらず、その他のビデオ、CD、DVDについては本人のみに3点まで貸出可能である。返却の際は、ポストではなくカウンターでの返却となっている。

### 利用案内
- 開館時間
  - 火～金　午前9：30～午後20：00
  - 土・日・祝日　午前9：30～18：00
  - 12月28日は午前9：30～17：00（この日が月曜日にあたる場合には休館となる。）
- 休館日
  - 月曜日（月曜日が祝日の場合は次の日が休館日となる。）
  - 図書館整備日は1月と4月を除く月の第2木曜日となる。（その日が祝日の場合は次の日が図書館整備日となる。）
  - 年末年始は12月29日～1月4日
  - 蔵書点検期間は4月12日～4月18日

また、経営形態は、貸出・返却/整理/その他の業務を委託している。
2016年4月現在レファレンス受付件数は10,625件、予約・リクエストの受付冊数は69,321冊、提供冊数は153,507冊と報告されている。
相互貸借は貸出冊数が7,110冊、借受冊数は4,015冊。障がい者サービスの登録者数は5名で、利用件数は、宅配23件、対面朗読25件と報告されている。
障がい者サービスとして、録音図書（カセットテープ）の貸出及び郵送サービスや拡大読書器が用意され、一般の利用可能な朗読CDも所蔵されている。
また複写サービスも利用可能である。視聴覚資料は、館内でビデオ、CD、DVD、LDの視聴ができる。ただし、LDのみ貸出は行っておらず、その他のビデオ、CD、DVDについては本人のみに3点まで貸出可能である。返却の際は、ポストではなくカウンターでの返却となっている。

### 他機関との連携
- 近隣自治体（秦野市、厚木市、大和市、伊勢原市、海老名市、座間市、綾瀬市、愛川町、清川村、町田市、八王子市、上野原市)[10]
- 大学（青山学院大学万代記念図書館相模原分館、麻布大学附属学術情報センター、和泉短期大学附属図書館、北里大学医学図書館、北里大学理学部図書館、北里大学看護学部図書館、北里大学教養図書館、相模女子大学附属図書館、 女子美術大学相模原図書館、東京工科大学メディアセンター、多摩美術大学図書館、桜美林大学図書館）[11]
- 学校(市内の小中学校)

他機関との連携は、近隣自治体や大学・学校。近隣病院等から市民向けのリーフレット等の提供。
ボランティアとの連携は幼稚園・保育園などの児童サービスや市内小中学校・公民館。

### イベント（2017年現在）
おはなし会
- うさこちゃんのおはなし会（2・3歳児対象）
  - 毎月第1と第3水曜日の、10：30～と11：15～の2回実施される。（内容は同じもの）
  - 場所は、相模原市立図書館2階小集会室
  - 内容は、絵本の読み聞かせ・手遊び・紙芝居など
- ひよこちゃんのわらべうた会（0歳児対象）
  - 毎月第1木曜日。
- ぺんぎんちゃんのわらべうた会（1・2歳児対象）
  - 毎月第3木曜日に実施し、時間は10：30～。
  - 場所は、相模原市立図書館2階小集会室（和室）
- こぐまちゃんのおはなし会（4～6歳児対象）
  - 毎月第2と第4木曜日に実施、時間は15：30～
  - 場所は、相模原市立図書館2階小集会室（和室）
- おはなしのたからばこ（小学生以上が対象）
  - 毎月第3日曜日に実施、時間は15：00～。
  - 場所は相模原市立図書館2階小集会室（和室）

### 刊行物案内
- 定期刊行物
  - 「相模原市の図書館」

- 不定期刊行物
  - 「TOM TON」・「リトルトントン」・「わぃ’ず☆トントン」・「調べもの通信」

出典 : 『神奈川の図書館 2016』

## 相模原市立相模大野図書館

### 沿革
- 1989年（平成元年）6月：図書館条例の一部を改正し南部方面図書館を「市立相模大野図書館」として決定される。10月には、複合文化施設「グリーンホール相模大野（現・相模女子大学グリーンホール）」に市立相模大野図書館の開設準備事務室が開設される[14]。
- 1990年（平成2年）1月：相模大野図書館が開館する。同時期に、CD・ビデオの館内視聴が開始される。市立図書館・相模大野図書館・相武台分館を結ぶ業務用連絡車が毎日運行を開始[14]。
- 1994年（平成6年）10月：視聴覚資料の貸し出しを開始する。貸し出し点数は、「図書を6点」そのうち「視聴覚資料2点」とされる[15]。
- 1997年（平成9年）2月：図書館での役割を終えた図書を無償で提供する第1回「くるくるブックフェア―本のリサイクル―」（図書のリサイクル事業）が開催される[15]。
- 2002年（平成14年）11月：相模大野図書館アドバイザー制度が発足（2005年7月に終了）[15]。
- 2006年（平成18年）4月：「子どもの読書活動優秀実践図書館」の文部科学大臣表彰を受賞する[16]。
- 2007年（平成19年）10月：相模大野図書館窓口等業務委託が開始されたと同時に、こどもの本のフロアの開館時間が午後6時まで延長される[16]。
- 2010年（平成22年）1月：相模大野図書館開館20周年を記念して記念事業が開催される。同年7月には、「くるくるブックフェア」に代わり「くるくるブックコーナー」が開設される。提供は毎月行われており、一般書籍と雑誌が対象となっている[16]。
- 2014年（平成26年）4月：相模大野図書館・橋本図書館で雑誌スポンサー制度が導入される[17]。
- 2015年（平成27年）1月：相模大野図書館開館25周年を記念して25周年記念事業が開催される。同年には、図書館三館共同で「くるくるブック事業（児童）」を年1回の頻度で開催[17]。

### 立地
相模原市立文化会館（相模女子大学グリーンホール）の建物の一部であり、市民が文化活動を行うことのできる場である。相模大野中央公園が隣接している。

### 建築概要
相模大野図書館は相模原市南区相模大野4丁目4番1号の相模女子大学グリーンホールに併設されている。
相模女子大学グリーンホールは地下1階の地上4階で敷地面積は9,600.01平方メートル、建築面積7,431.46平方メートル。延床面積22,237.74平方メートルのうち相模大野図書館は2,788.02平方メートル、建物構造は鉄骨鉄筋コンクリート造。設計および工事管理を相模原市都市整備部相模大野周辺整備事務所日本設計事務所が、建設および外構工事を熊谷組、電気設備工事を山陽電気工事、給排水衛生設備工事を須賀工業がそれぞれ担当した。

#### 建設経過
1981年4月に米軍医療センター跡地が日本政府に返還し1983年12月大蔵省国有財産関東地方審議会で米軍医療センター跡地に関する土地利用方針が決定する。1985年9月（仮称）に文化ホールを作る懇談会を設置し、同年10月建設用地を国より購入する。1986年3月（仮称）文化ホールを作る懇談会や市長への提言。1987年3月基本設計の完了、同年7月に実地設計完了、9月建設工事着手、そして1989年9月建設工事完了。起工は1986年9月18日。竣工は1989年9月12日。開館は1990年1月8日。総工費約76億円。

### 施設概要
相模大野図書館は相模女子大学グリーンホール内の3・4階にある。図書館3階の一般書フロアには、総合カウンターが設置されており、貸出・返却を行うことができるほか、貸出券の登録や本の予約なども総合カウンターで行っている。また、4階のこどもの本のフロアにも貸出・返却カウンターが設置されている。本は1人10冊まで、貸出期間は2週間以内となっており、返却はカウンターもしくは3階入口左側にある返却ポストが午前7時から午後11時まで利用可能。さらに、相模大野図書館以外の相模原市立図書館、橋本図書館、相武台分館、公民館図書館室等のどこにでも返却することができる。（ビデオ・DVD・CDは相模大野図書館内のカウンターでのみ返却可能）。利用者用検索機（OPAC）も3階8台、4階4台備わっている。図書館3階の奥には、調べものコーナーとして、調査研究のための参考図書、郷土・行政資料、新聞の縮刷版等が並んでおり、閲覧席が40席設置されている。また、コピー機が設置されているため、個人の調査・研究のために利用する場合、資料の一部を一面10円でコピーをとることができる。総合カウンターの隣には、調べものカウンターがあり、インターネットやデータベース等の利用時に申込みをして、付近にあるマルチメディアコーナーでインターネットやデータベース等を利用す
ることができる。また、4階の児童フロア入口前には読書室として利用できる集会室に、座席が78席設けられている。障害者サービスを利用するときには、録音図書（カセットテープ）の貸出をしており、弱視の方は、文字の読みやすい大活字本や拡大読書器も利用可能。また3階入口付近に対面朗読室が備わっている。

### 利用案内
サービス内容は以下の通りである。
- 開館時間
  - 火曜日～金曜日　午前9時30分から午後8時まで
  - 土曜日・日曜日・祝日　午前9時30分から午後6時まで
  - 12月28日　午前9時30分から午後5時まで（12月28日が月曜日の場合は休館）
- 休館日
  - 月曜日（月曜日が休日の場合は開館、翌日の火曜日が休館）
  - 1月・4月を除いた毎月第2木曜日（第2木曜日が祝日の場合は開館、翌日金曜日が休館）
  - 12月29日から1月4日の年末年始
  - 4月5日から4月11日の蔵書点検日期間
- 小田急小田原線・小田急江ノ島線の相模大野駅北口から徒歩5分

### 刊行物案内
刊行物
- 定期刊行

「さがみおおのらいぶらりーにゅーす」「チャイルズタイムス」「ヤングアダルト読書案内」

## 相模原市立橋本図書館

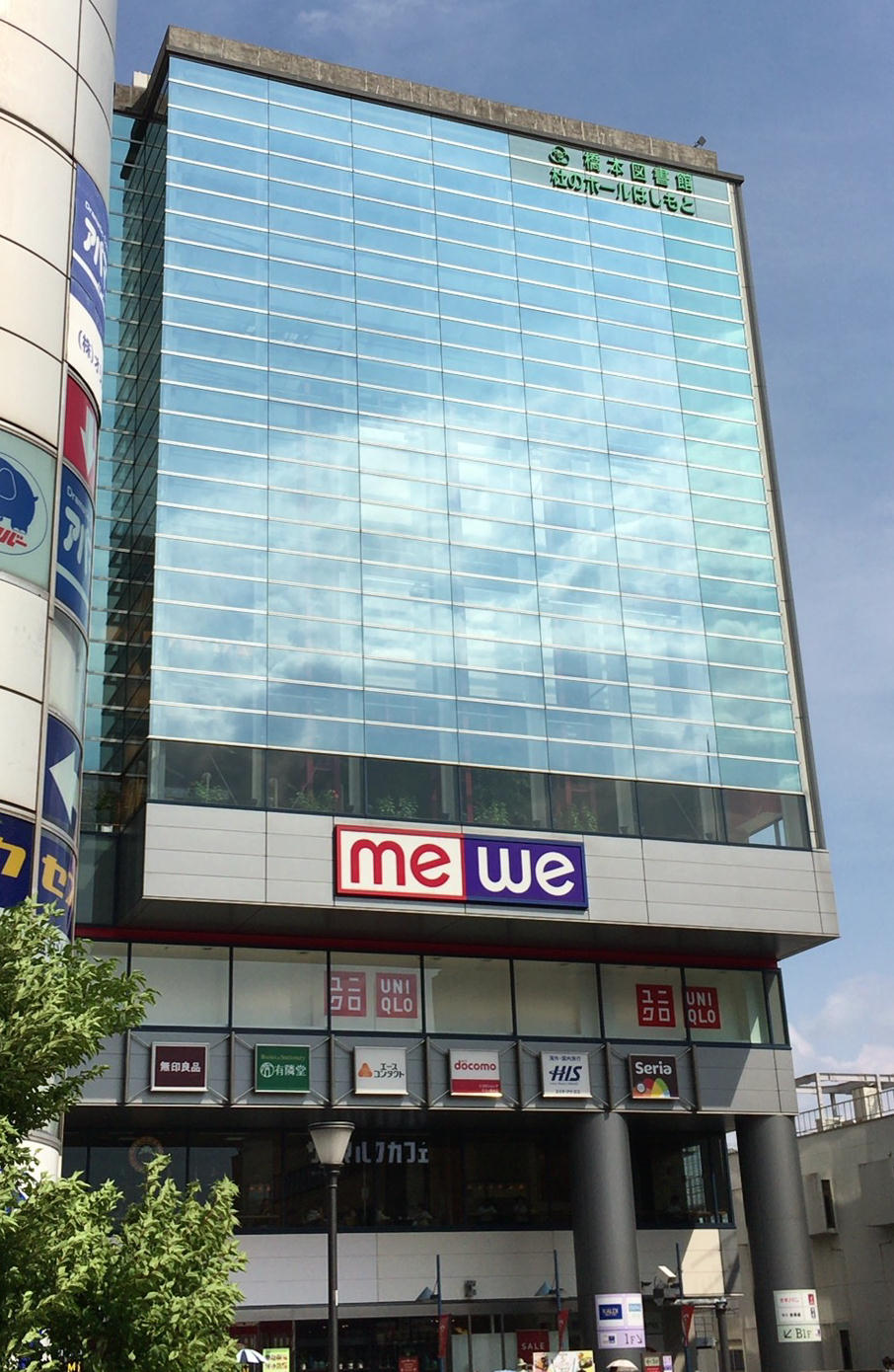
相模原市立橋本図書館が入っている商業ビル「ミウィ橋本」

### 沿革
- 1979年（昭和54年）4月：大沢・橋本・新磯・南文化センターの各公民館図書室、開室[23]
- 1991年（平成3年）11月：橋本駅北口C地区市街地再開発事業として、北部方面図書館の計画を決定[23]
- 1998年（平成10年）1月：図書館協議会から「北部方面図書館の建設計画について」の意見を具申[23]
- 2000年（平成12年）7月：北部方面図書館建設工事契約を締結し、着工[23]
- 2001年（平成13年）
  - 3月：図書館条例の一部を改正し、北部方面図書館を「市立橋本図書館」に決定[23]
  - 9月29日：橋本図書館開館[24]
開館時の蔵書冊数は10万冊(この時点での将来目標は18万冊)[24]
- 2002年（平成14年）：八王子市との提携を開始[24]
- 2005年（平成17年）12月：YA大賞を発表[23]
- 2006年（平成18年）：子育て支援コーナーが誕生[24]
- 2007年（平成19年）9月4日：インターネット予約を開始[24]
- 2008年（平成20年）：健康情報コーナーを開始[24]
- 2009年（平成21年）
  - 10月：窓口など、業務委託を開始[23]
  - 12月1日：DVDの貸出を開始[23]
- 2013年（平成25年）：資料の貸出可能点数を6点（そのうちAV資料2点含む）から、本10点とAV資料3点の合計13点に変更[24]

### 立地
- JR横浜線・JR相模線・京王相模原線橋本駅北口正面にある公立図書館である[25]。首都圏の広域中核都市として重要な役割を担う相模原市のこの地区は橋本駅北口C地区市街地再開発事業に基づき住居エリア・商業エリアと公共エリアが共存し、新しいスタイルの町が形成されている[25]。建物はJR横浜線橋本駅の隣地に建設された再開発ビル「ミウィ橋本」と共用しており、6階に位置する橋本図書館は民間商業施設との複合施設として計画・建設され、2001年（平成13年）9月29日にオープンした[25]。地階から5階までは112店舗もの民間商業施設が存在し、さらに7階・8階には文化ホールがある[25]。

### 建築概要
鉄骨鉄筋コンクリート造であり、設計監理は井上穰建築デザイン研究所が担当した。地下2階地上9階建であり、6階の図書館の延床面積は2,784.43平方メートルである。「マルチメディア情報センター」として情報通信の受発信拠点の役割を担うべく、その施設整備が総務省所管の「マルチメディア街中にぎわい創出事業」として採択されていた。

### 施設概要
図書館全体は石・木・鉄素材を使用し温かみがあり、環境に留意した構成となっている。
雑誌・新聞コーナー
導入部として親しみやすい空間を演出するブラウジングコーナー。入口右側に展開している。閲覧席40席、ソファー16席、ベンチ30席が設置してあり、雑誌や新聞が配架されている。
一般書コーナー
木・アルミ・スチールの各素材の特徴を生かした書架を採用。側板・天板は木製、棚板は書籍の展示が可能となるようにアルミ製のディスプレイレールを埋め込んだ木製DRパネルを採用している。
情報検索室
市内の主要な生涯学習施設や相模原市北部地域の催しや、図書館の利用案内や書籍の新刊案内が動画で案内されるV・O・D端末を2台設置されていたが、現在は検索用端末が6台設置されている。「情報検索室」と付いているが、壁で区切られてはおらず、端末の処理、配線処理などに考慮した構造となっている。
こどものほんのコーナー
「宇宙のイメージ」を中心にデザインし、白色を基調としたビーチ材使用の家具が配置されている。開放的な空間が演出できるように、全ての書架は天板の上で展示配架ができるようになっている。
音と映像のコーナー
AVブースは5席、その内車椅子利用者対応可能な席は1席である。CD視聴ブースは3人用が設置されている。
調べものコーナー 
各種の参考図書、郷土・行政資料、新聞の縮刷版などを配架しているコーナー。閲覧用のテーブルと、個人が持ち込んだパソコンが利用できる電気コンセント付きキャレルデスクが設置されている。天板が電動で昇降するテーブルが2席設置してある為、車椅子対応が可能である。
マルチメディア体験室
CD/DVD－ROMなどの電子資料閲覧端末が2席、インターネット用端末が6席設置されている。
読書席
閲覧席は18席、破損しにくいアクリル材を使用したキャレルデスクは40席設置されている。車椅子利用者対応が可能な電動昇降式天板を採用した席は2席である。
研修室
パソコンが17席あり、パソコンやインターネットを使う研修に利用できる。研修が行われない日は個人利用としてインターネットを利用することができる。
グループ読書室
16席あり、読書会やグループ勉強など図書館の資料を利用して活動する場合に利用できる。

### 利用案内
- 開館時間[28]
  - 火曜日～金曜日9：30～20：00
  - 土日・祝日9：30～18：00
  - 12月28日9：30～17：00（12月28日が月曜日の場合は休館）
- 休館日[28]
  - 月曜日（月曜日が休日の場合は開館、翌日の火曜日が休館される）
  - 1月・4月を除いた毎月第2木曜日（第2木曜日が祝日に該当する場合は開館され、翌日金曜日が休館）
  - 12月29日から1月4日の年末年始
  - 4月5日から4月11日の蔵書点検日期間中

貸出書数は最大1人10冊、期限は2週間以内である。
ビデオ・CD・DVDなど視聴覚資料の貸出数は最大1人3点で、期限は本同様2週間以内である。
視聴覚資料は本の貸し出し数に含まれない。本の貸出は総合カウンターで行われており、借りる際には資料と貸出券が必要となる。総合カウンターは館の中心に設置され、端末は7台設置されている。
貸出券は相模原市内の図書館と共通に使用可能。
貸出券の発行は相模原市在住者、在勤者、在学者の他にも秦野市、厚木市、大和市、伊勢原市、海老名市、座間市、綾瀬市、愛川町、清川村、町田市、八王子市、上野原市に在住者も対象となるが他にも多摩美術大学、東京工科大学、桜美林大学の学生や教職員も対象とされる。
貸出券の有効期限は4年間。
本人が手続きできない場合は代理人選任届を提出することで利用ができる。
資料の予約は図書・雑誌合わせて1人10冊まで受付可能であるがしかし禁帯出本、マンガ、ビデオ、CD、DVD、発売前の本・雑誌、問題集、学習参考書の予約・リクエストは受付不可とされる。
予約は窓口、利用者検索機、ホームページから受け付けている。

### 他機関との連携
近隣自治体、大学、市内小中学校、公民館やアートラボはしもとなどの他機関と連携している。

### イベント
毎月第1・3水曜日に0・1歳児向けの「つくしちゃんのわらべうた」と2・3歳児向けの「たんぽぽおはなし会」を開催している。毎月第2・4水曜日には4歳児から小学生向けの「すみれおはなし会」を開催している。
毎週土曜には誰でも参加可能な「土ようおはなし会」を開催、第5土曜日にはかみしばい会を開催している。

### 刊行物案内
「はしもと図書館報 Hi!」「ほんのもり」「Youthful Days（ユースフルデイズ）」「子育て支援サービス情報誌 スマイルレター」「YAライブラリー（YAコーナー新着図書紹介紙）」「ビジネス支援サービス お役立ちブックリスト」「就職支援サービス 就職情報の探し方＆ブックリスト」「発見相模原」「調べる本の紹介」「健康情報サービスブックリスト 健康情報ニュース」「YD petit（ワイディープチ）」2017年7月現在13種類ある。

## 相模原市立図書館相武台分館

### 交通案内
- 小田急小田原線相武台前駅北口から徒歩20分
- 神奈川中央交通バス相武台グリーンパーク行新磯野公園前下車

### 廃止の検討
2021年1月に相模原市から発表された「相模原市行財政構造改革プラン（案）」では、相武台分館を令和6年度から令和9年度の間に廃止することを検討するとしている。

## 公民館等図書室
- 相原、青野原、麻溝、新磯、大沢、大野台、大野中、小山、上鶴間、上溝、串川ひがし地域センター、相模湖、相模台、城山、清新、田名、中央、津久井中央、東林、光が丘、藤野中央、星が丘、陽光台、横山、ソレイユさがみ情報センター、視覚障害者情報センター、総合学習センター